# Пелозія сіра
Пелозія сіра (Pelosia muscerda) — вид лускокрилих комах з родини еребід (Erebidae).

## Поширення
Вид поширений від Центральної Європи на схід до Японії. Населяє вільхові та болотні ліси, а також заплави, болота та інші заболочені території.

## Зовнішній вигляд
Розмах крил метеликів у самців становить від 22 до 29 міліметрів, а у самиць — від 24 до 29 міліметрів. Їхні передні крила довгі та вузькі та зазвичай мають світло-сіро-коричневий, мишачо-сірий або шиферно-сірий основний колір з кількома чорними крапками або дуже короткими лініями, що виділяються. Немарковані задні крила мають такий же основний колір, як і передні, але трохи світліший.

## Спосіб життя
Буває одне покоління на рік. Імаго літають з червня по вересень. Активні вночі. Гусениці з'являються в кінці літа і харчуються водоростями, лишайниками та мертвим листям. Вони впадають у сплячку взимку.